# Who's Looney Now? (film 1914)
Who's Looney Now? è un cortometraggio muto del 1914. Il nome del regista non viene riportato nei credit del film.

## Produzione
Il film fu prodotto dalla Biograph Company e dalla Klaw & Erlanger.

## Distribuzione
Distribuito dalla General Film Company, il film - un cortometraggio in due bobine - uscì nelle sale cinematografiche statunitensi il 24 settembre 1914. Ne venne fatta una riedizione che fu distribuita sul mercato americano il 23 maggio 1916.